# Bractwo Akademiczne
Bractwo Akademiczne – ukraińska samopomocowa i samokształceniowa organizacja studencka, działająca we Lwowie w latach 1882–1896.
W 1896 wraz z organizacją studencką "Watra" utworzyły Akademiczną Hromadę.